# Girgajny
Girgajny (niem. Gergehnen) – osada w Polsce położona w województwie warmińsko-mazurskim, w powiecie iławskim, w gminie Zalewo.
W latach 1975–1998 miejscowość administracyjnie należała do województwa olsztyńskiego.
We wsi znajduje się dwór (prawdopodobnie z XIX wieku), obecnie własność AWRSP.
Wieś wzmiankowana w dokumentach z roku 1315, jako wieś pruska na 15 włókach. Pierwotna nazwa Girgeine najprawdopodobniej wywodzi się od imienia Prusa - Girki. W roku 1782 we wsi odnotowano 7 domów (dymów), natomiast w 1858 w trzech gospodarstwach domowych było 114 mieszkańców. W latach 1937–39 było 334 mieszkańców. W roku 1973 jako majątek Girgajny należały do powiatu morąskiego, gmina i poczta Zalewo.